# Srebrnik (roślina)

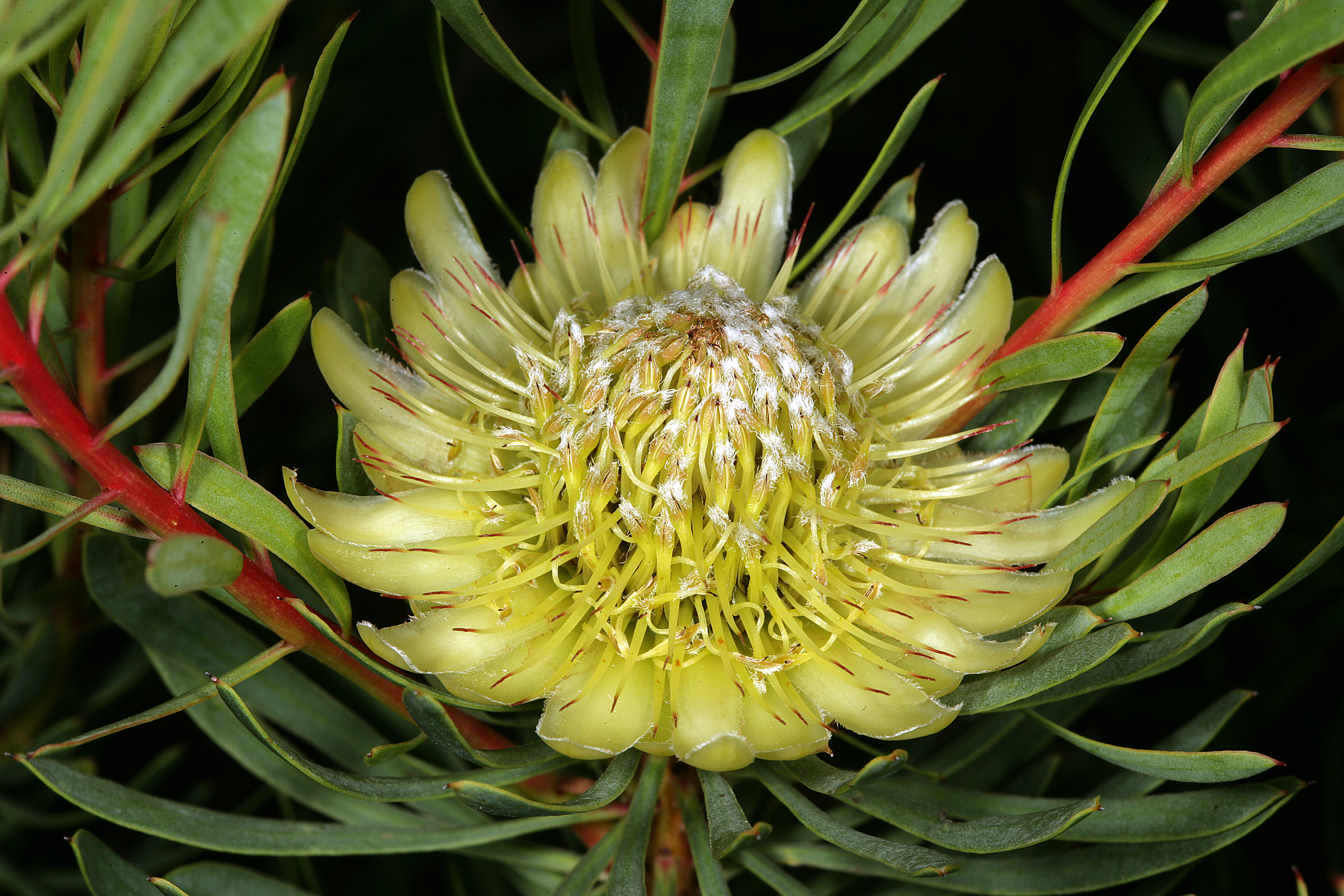
Kwiatostan Protea scolymocephala

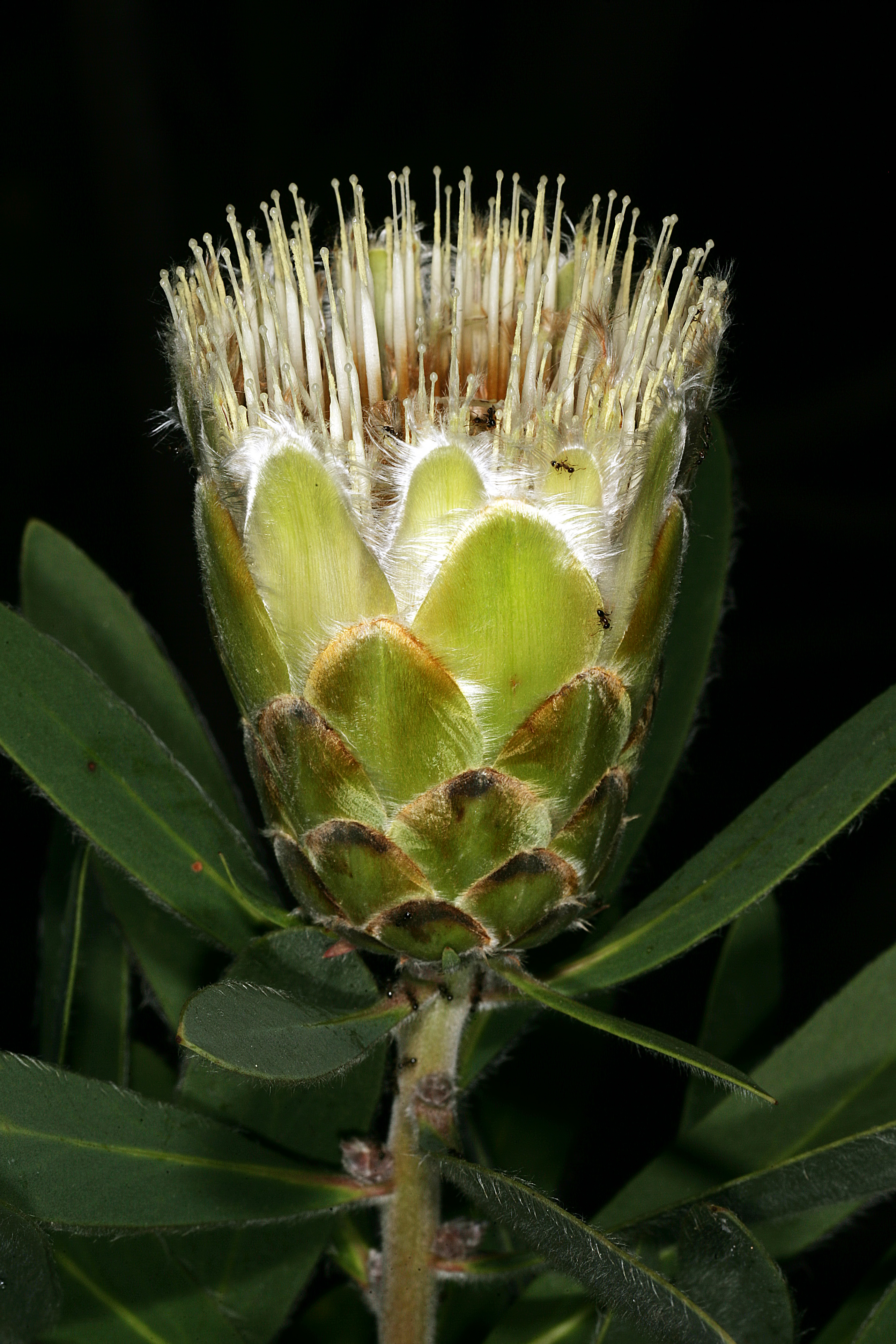
Protea mundii

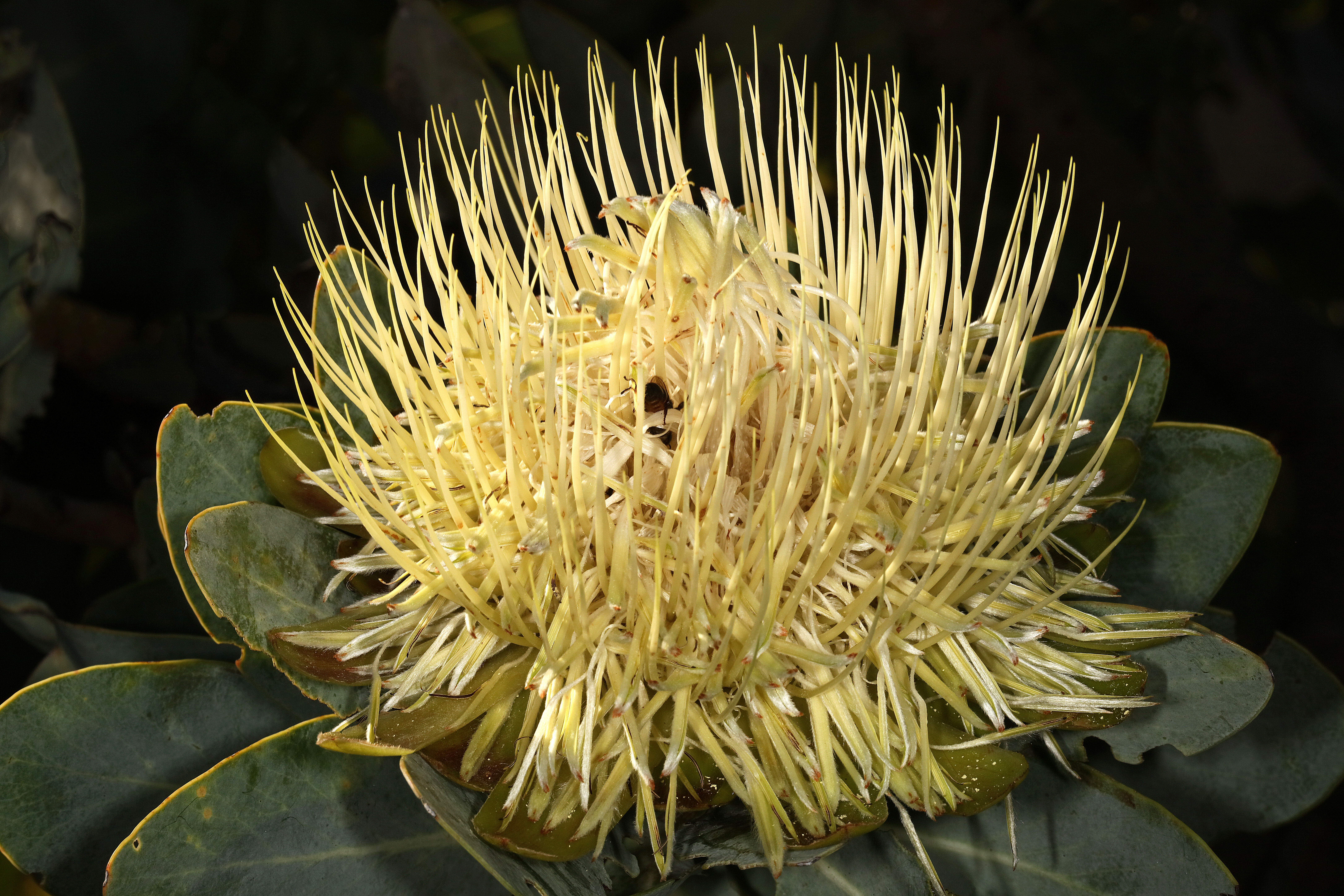
Protea nitida

Srebrnik, protea (Protea L.) – rodzaj roślin z rodziny srebrnikowatych (Proteaceae). Należy do niego około 100–107 gatunków, występujących dziko w Afryce Południowej. Nazwa rodzaju nawiązuje do boga Proteusza, łatwo zmieniającego swoją postać.

## Morfologia
Wiecznie zielone drzewa lub krzewy o skórzastych liściach. Kwiaty drobne, zebrane w gęste, kuliste kwiatostany otoczone podsadkami. Kwiatostany rozwijając się, zmieniają stopniowo swój kształt, co w przeszłości prowadziło do pomyłek, gdy botanicy brali różne stadia rozwoju za odmienne gatunki. Kwiaty pełne są słodkiego nektaru, stąd zwyczajowa nazwa w języku afrikaans suikerbos ("krzew cukrowy").

## Systematyka
Pozycja systematyczna według APweb (aktualizowany system APG IV z 2016)
Należy do rodziny srebrnikowatych (Proteaceae), która wraz z siostrzaną rodziną platanowatych (Platanaceae) wchodzą w skład rzędu srebrnikowców (Proteales).
Wykaz gatunków
- Protea acaulos (L.) Reichard
- Protea acuminata Sims
- Protea amplexicaulis (Salisb.) R.Br.
- Protea angolensis Welw.
- Protea angustata R.Br.
- Protea argyrea Hauman
- Protea aristata E.Phillips
- Protea aspera E.Phillips
- Protea asymmetrica Beard
- Protea aurea (Burm.f.) Rourke
- Protea baumii Engl. & Gilg
- Protea burchellii Stapf
- Protea caespitosa Andrews
- Protea caffra Meisn.
- Protea canaliculata Andrews
- Protea compacta R.Br.
- Protea comptonii Beard
- Protea convexa E.Phillips
- Protea cordata Thunb.
- Protea coronata Lam.
- Protea cryophila Bolus
- Protea curvata N.E.Br.
- Protea cynaroides L. – protea królewska
- Protea decurrens E.Phillips
- Protea dekindtiana Engl.
- Protea denticulata Rourke
- Protea dracomontana Beard
- Protea effusa E.Mey. ex Meisn.
- Protea enervis Wild
- Protea eximia (Knight) Fourc.
- Protea flavopilosa Beard
- Protea foliosa Rourke
- Protea gaguedi J.F.Gmel.
- Protea glabra Thunb.
- Protea grandiceps Tratt.
- Protea heckmanniana Engl.
- Protea holosericea (Salisb. ex Knight) Rourke
- Protea humiflora Andrews
- Protea humifusa Meisn.
- Protea inopina Rourke
- Protea intonsa Rourke
- Protea kibarensis Hauman
- Protea lacticolor Salisb.
- Protea laetans L.E Davidson
- Protea laevis R.Br.
- Protea lanceolata E.Mey. ex Meisn.
- Protea laurifolia Thunb.
- Protea lepidocarpodendron (L.) L.
- Protea linearifolia Engl.
- Protea longifolia Andrews
- Protea lorea R.Br.
- Protea lorifolia (Knight) Fourc.
- Protea madiensis Oliv.
- Protea mafingensis (Chisumpa & Brummitt) Beard
- Protea magnifica Andrews
- Protea matonchiana Chisumpa & Brummitt
- Protea micans Welw.
- Protea minima Hauman
- Protea montana E.Mey. ex Meisn.
- Protea mucronifolia Salisb.
- Protea mundii Klotzsch
- Protea namaquana Rourke
- Protea nana (P.J.Bergius) Thunb.
- Protea neriifolia R.Br.
- Protea nitida Mill.
- Protea nubigena Rourke
- Protea obtusifolia H.Buek ex Meisn.
- Protea odorata Thunb.
- Protea ongotium Beard
- Protea paludosa (Hiern) Engl.
- Protea parvula Beard
- Protea pendula R.Br.
- Protea petiolaris (Hiern) Baker & C.H.Wright
- Protea piscina Rourke
- Protea pityphylla E.Phillips
- Protea poggei Engl.
- Protea praticola Engl.
- Protea pruinosa Rourke
- Protea pudens Rourke
- Protea punctata Meisn.
- Protea recondita H.Buek ex Meisn.
- Protea repens (L.) L.
- Protea restionifolia (Salisb. ex Knight) Rycroft
- Protea revoluta R.Br.
- Protea roupelliae Meisn.
- Protea rubrobracteata Engl.
- Protea rubropilosa Beard
- Protea rupestris R.E.Fr.
- Protea rupicola Mund ex Meisn.
- Protea scabra R.Br.
- Protea scabriuscula E.Phillips
- Protea scolopendriifolia (Salisb. ex Knight) Rourke
- Protea scolymocephala (L.) Reichard
- Protea scorzonerifolia (Salisb. ex Knight) Rycroft
- Protea simplex E.Phillips
- Protea speciosa (L.) L.
- Protea stokoei E.Phillips
- Protea subulifolia (Knignt) Rourke
- Protea subvestita N.E.Br.
- Protea sulphurea E.Phillips
- Protea susannae E.Phillips
- Protea tenax (Salisb.) R.Br.
- Protea venusta Compton
- Protea vogtsiae Rourke
- Protea welwitschii Engl.
- Protea wentzeliana Engl.
- Protea witzenbergiana E.Phillips

## Zastosowanie
- Rośliny z tego rodzaju są sadzone często jako ozdobne, często też wykorzystywane są na kwiaty cięte[4].